# زیلندیا

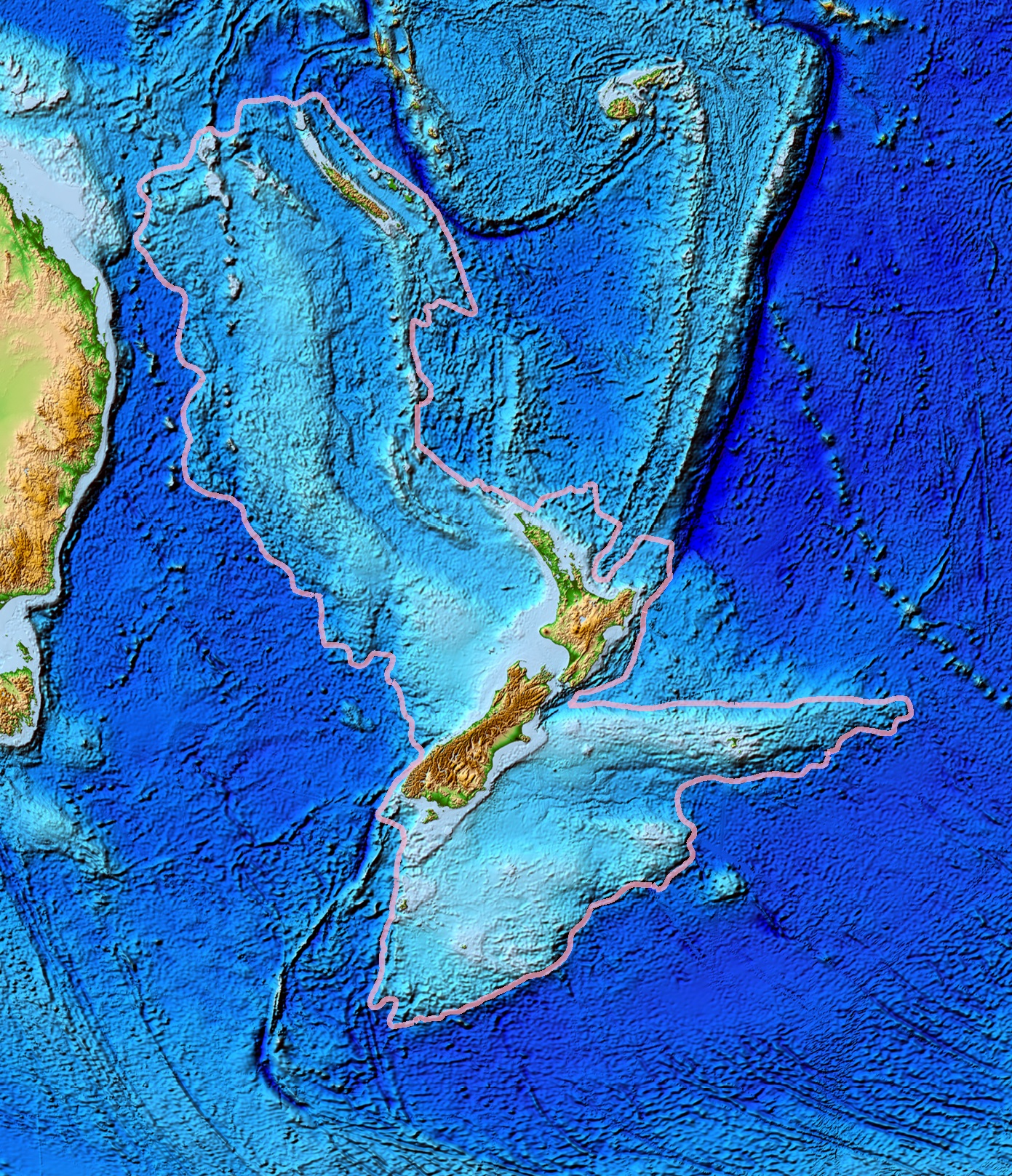
نقشه زیلاندیا که حدود آن با رنگ صورتی نشان داده‌شده.

زیلاندیا (انگلیسی: Zealandia) قاره‌ای غرق‌شده در زیر آب در همسایگی استرالیا و قاره اقیانوسیه است. سرزمینی وسیع از جمله دو جزیره نیوزیلند و کالدونیای جدید را در بر می‌گیرد که مساحت ۴٫۹ میلیون کیلومتر مربع دارد و ۹۴ درصد آن در زیر آب‌های اقیانوس پنهان است. زیلندیا توده‌ای از پوسته قاره‌ای است که ۸۳–۷۹ میلیون سال پیش، پس از گسستگی از گندوانالند فروکش کرد. این پوسته را قاره نمی‌نامند ولی بزرگ‌ترین پوسته قاره‌ای زمین است که به عنوان یک قاره فرورفته (submerged continent)، قطعه قاره‌ای (continental fragment)، و ریزقاره (microcontinent) توصیف شده‌است.
حدود ۳۰۰ تا ۲۵۰ میلیون سال پیش، ابرقاره پانگه‌آ وجود داشت که از دو بخش کوچک‌تر تشکیل شده بود: گندوانا در جنوب و لوراسیا در شمال. تا ۲۰۰ میلیون سال پیش، این دو بخش شروع به جدا شدن از یکدیگر کردند.
حدود ۱۰۰ میلیون سال پیش، درون گندوانا، منطقه‌ای که امروزه زیلندیا در آن با قطب جنوب و استرالیا برخورد دارد، در حال شکافته شدن بود. این شکافتن منجر به فعالیت‌های آتشفشانی شد که پوسته زمین را گرم کرد. در این دوره، پوسته کشیده شد، مانند خمیر پیتزا، تا اینکه حدود ۶۰ میلیون سال پیش این فرآیند متوقف شد.
پس از آن، منطقه شروع به سرد شدن کرد و زیلندیا رفته‌رفته چگال‌تر شد و به زیر سطح اقیانوس فرو رفت، تا جایی که حدود ۲۵ میلیون سال پیش تقریباً به‌طور کامل زیر آب ناپدید شد. امروزه تنها پنج درصد از کل این قاره از آب بیرون مانده است که شامل جزایر نیوزیلند، کالدونیای جدید و چند جزیره در استرالیا می‌شود.
بخش شمالی زیلندیا هنوز با استرالیا در ارتباط است، در حالی که بخش جنوبی آن پیوند استواری با قطب جنوب دارد.
دانشمندان امکان اینکه این قاره در زمان دایناسور‌ها بیرون از آب بوده را رد می‌کنند و این تعبیر از این دارد که روزگاری این قاره سرزمینی خشک بوده که رفته رفته در آب غرق شده. اما امکان این نیز وجود دارد که با فشار صفحه اقیانوسیه و اقیانوس آرام باری دیگر سر از اب بیرون آورد. مجمع الجزایر نیوزیلند تنها بازمانده از این قاره است.
همچنین دانشمندان در ابتدا قدمت این قاره را پانصد میلیون سال تخمین زده بودند اما برخی قدمت آن را به بیش از یک میلیارد سال تخمین زدند.
۹۴٪ قاره زیلاندیا زیر آب قرار دارد و فقط در این قاره دو قطعه خشکی (کالدونیای جدید و جزیره جنوبی و شمالی کشور زلاندنو) تشکیل شده‌است.